# Bitwa nad rzeką Nestos
Bitwa nad rzeką Nestos (bitwa pod Nessus) – starcie zbrojne, które miało miejsce w roku 268 w trakcie walk Rzymian z Gotami.
W roku 268 doszło do ataku połączonych sił Gotów i Herulów, które wkroczyły do Mezji. Po kilku niepowodzeniach barbarzyńcy skierowali się pod Kyzikos, gdzie bezskutecznie próbowali zdobyć miasto. Kolejnym celem floty najeźdźców był półwysep Athos, skąd Goci kontynuowali wyprawy łupieżce na wybrzeża Morza Egejskiego i Śródziemnego. Po złupieniu wielu miast na terenie  dzisiejszej Grecji i Macedonii Północnej, Goci napotkali w końcu większy opór Rzymian. Poza tym ich siły znacznie stopniały w wyniku wielomiesięcznych działań na morzu i lądzie. Do większego starcia z Rzymianami doszło w okolicy rzeki Nestos, gdzie cesarz Galien skierował przeciwko Gotom jazdę dalamatyńską. W wyniku bitwy Rzymianie rozgromili Gotów, a ich niedobitki wraz z ich wodzem Naulobatesem przeszły na stronę cesarstwa.